# KWB Energiesysteme
KWB (KWB Energiesysteme GmbH) ist ein Hersteller von Holzheizsystemen in der steirischen Gemeinde St. Margarethen an der Raab, der weltweit tätig ist. KWB hat ein eigenes Vertriebs- und Servicenetz in Österreich, Deutschland, Frankreich und Italien und ist mit lokalen Vertriebspartnern mittlerweile auf allen Kontinenten vertreten. Mit der Entwicklung eines eigenen Energiemanagementsystems und die Erweiterung des Produktportfolios hat sich das Unternehmen zum Gesamtlösungsanbieter für Wärme und Strom entwickelt. Konzernweit werden rund 400 Mitarbeiter beschäftigt. 2021 erzielte das Unternehmen einen Umsatz von 120 Millionen Euro. Haupteigentümer ist die PDP Holding, die im Eigentum von Unternehmer Peter Daniell Porsche steht.

## Die Geschichte der KWB
Die Grundidee hinter KWB hatte Wissenschaftler August Raggam der Technischen Universität Graz. Seit 1973 beschäftigte er sich intensiv mit der Erforschung der Biomasseverbrennung und 1994 wurde seine Vision in die Tat umgesetzt. Gemeinsam mit dem Schlosser und Biobauer Erwin Stubenschrott und fünf weiteren Gesellschaftern (Fridegunde Raggam, Eberhard Lautenschläger, Christoph Loidl, Annemarie Kees und Franz Frank) gründete er die Firma KWB. Als erster Standort wurde eine Halle der Firma Stahl- und Schrotthandel Kovac im Süden von Graz gewählt. Dort kooperierte das Gründungs-Team mit dem Forschungszentrum der TU Graz, das sich ebenfalls dort eingemietet hatte. Der erste Kessel verließ 1995 das Werksgelände.
KWB produzierte mit 12 Mitarbeitern 283 Anlagen, weshalb eine Expansion dringend nötig war und der heutige Firmensitz in St. Margarethen an der Raab in der Oststeiermark 1997 gegründet wurde. Ein Jahr später wurde die „dreidimensionale Konstruktion“ geschaffen und die Pelletkesselserie USP 10-30 in Kooperation mit „Ökofen“ eingeführt. Im Jahr 2000 wurden zwei weitere große Produktionshallen gebaut und 2001 wurde die Sauganlage für den Pelletkessel und die KWB Bunkerbefüllschnecke eingeführt. Die erste Auslandsniederlassung wurde 2004 in Mertingen gegründet. Darauf folgten 2005 die Tochtergesellschaften in Italien und Slowenien. Im selben Jahr wurde der KWB Easyfire Testsieger bei Stiftung Warentest. Ein Jahr später wurde das erste Innovationszentrum am Firmenstandort St. Margarethen eröffnet, dass das größte private Innovationszentrum für Biomasseheizungen in Europa ist. 2008 wurde die erste Tochtergesellschaft in Frankreich in Colmar eröffnet und in den Jahren 2013/2014 folgen zwei weitere Standorte in der Nähe von Lyon und in Rennes. 2014 wurde das neue KWB Headquarters in Mertingen eröffnet, ebenso das KWB Forsthaus (Besucherzentrum) in St. Margarethen/Raab. KWB hält auch eine Beteiligung am Green Tech Cluster Styria GmbH, einem Netzwerkbetrieb im Umweltbereich.
Die PDP Holding GmbH mit Sitz in Salzburg ist seit Anfang September 2016 Mehrheitseigentümer der KWB, um die KWB bei ihrer strategischen Weiterentwicklung unabhängig und zukunftsorientiert zu unterstützen. Die PDP Holding ist zu 100 Prozent im Besitz von Peter Daniell Porsche und wird von Rafael Walter als alleinigem Geschäftsführer geleitet. Geschäftsführer der KWB – Kraft und Wärme aus Biomasse GmbH ist seit Januar 2018 Dipl.-Ing. Dr. Helmut Matschnig.
Von 2020 bis 2022 investierte der steirische Leitbetrieb KWB rund 23 Millionen Euro in die Erweiterung seiner Produktionskapazitäten, den Ausbau seiner F&E-Aktivitäten sowie in ein intelligentes Energiemanagementsystem. Mit der zusätzlichen Erweiterung des Portfolios um Photovoltaikanlagen, Wechselrichter und Speichersysteme und will damit die Energieunabhängigkeit in den eigenen vier Wänden ermöglichen. Heute zählt KWB über 400 Mitarbeiterinnen und Mitarbeiter und betreibt ein eigenes Vertriebs- und Servicenetz in Österreich, Deutschland, Frankreich und Italien und ist mit lokalen Vertriebspartnern mittlerweile auf allen Kontinenten vertreten.

## Produkte
- Holzheizsysteme (Scheitholz-, Hackgut- und Pelletsfeuerungen)
- Speichersysteme (Pufferspeicher bis hin zur hygienischen Warmwasserbereitung)
- Lagerraum- & Fördersysteme
- Warmwasser-Wärmepumpen
- Solarthermie, Photovoltaik, Wechselrichter & Batteriespeicher
- Regelung & Bedienung, Energiemanagementsystem